# Damages
Damages er en amerikansk tv-serie skabt af Todd A. Kessler, Glenn Kessler og Daniel Zelman. Serien debuterede på FX den 24. juli 2007.